# 1734 en architecture
| Années de l'architecture : 1731 - 1732 - 1733 - 1734 - 1735 - 1736 - 1737    |
| Décennies de l'architecture : 1700 - 1710 - 1720 - 1730 - 1740 - 1750 - 1760 |

Cet article présente les faits marquants de l'année 1734 en architecture.

## Réalisations
- Construction de la façade de l'archibasilique Saint-Jean de Latran par Alessandro Galilei.

## Événements
- x

## Récompenses
- Prix de Rome : x.

## Naissances
- 10 janvier : Claude-Joseph-Alexandre Bertrand († 16 janvier 1797).
- 26 septembre : Pierre-Louis Helin  (†1791).

## Décès
- x